# Hakan Bulut

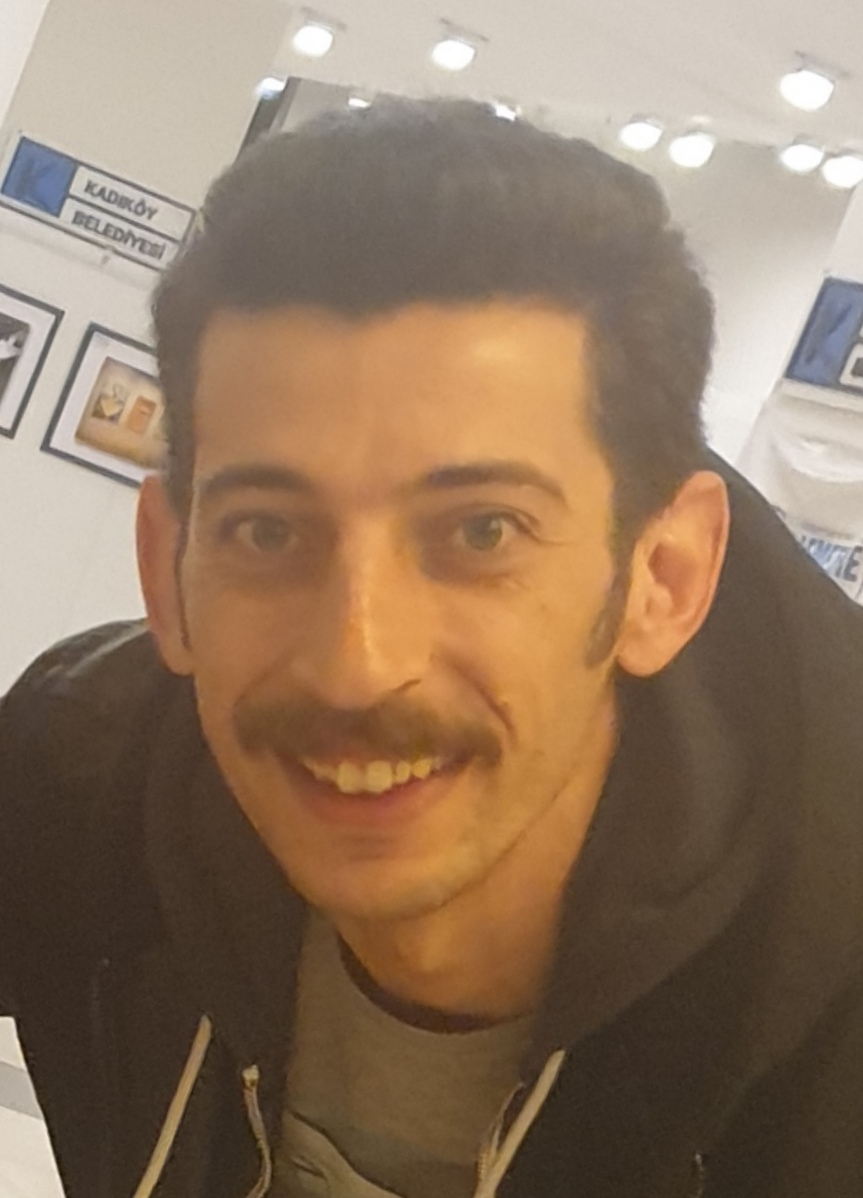
Hakan Bulut

Hakan Bulut (* 9. Januar 1982 in Istanbul) ist ein türkischer Schauspieler.

## Biografie
Bulut studierte an der Maltepe-Universität. Sein Debüt gab er 2009 in dem Film Nefes – Der Atemzug. Von 2012 bis 2022 war er in der Fernsehserie Seksenler zu sehen. Anschließend wurde er 2014 für den Film Mandıra Filozofu gecastet. Außerdem bekam Bulut 2015 in Yapışık Kardeşler eine Hauptrolle.
2017 setzte er seine Karriere in Dostlar Mahallesi fort. Unter anderem spielte er 2020 in der Serie Ev Yapımı mit. 2022 trat er in Sil Baştan Kaynanam auf.

## Filmografie
Filme
- 2009: Nefes – Der Atemzug
- 2014: Mandıra Filozofu
- 2015: Yapışık Kardeşler
- 2020: Nasipse Olur
- 2022: Sil Baştan Kaynanam

Serien
- 2012–2022: Seksenler
- 2017: Dostlar Mahallesi
- 2018: Jet Sosyete
- 2020: Ev Yapımı

## Theater
- 2011: Az Sonraaa
- 2012: Beni Yeniden Sev
- 2013: Sihirli Hediyeler
- 2012: Bir Kurşun Deliğine Kaç İnsan Sığar
- 2013: Bir İnfazın Portresi
- 2013: Pamuk Prenses ve Yedi Cüceler
- 2014: The Birds
- 2017: Yutmak